# رؤیا روی رؤیا
رؤیا روی رؤیا کتابی از ضیاءالدین ترابی است که در سال ۱۳۸۷ منتشر و در مراسم کتاب سال جمهوری اسلامی ایران (۱۳۸۸) به‌عنوان کتاب برگزیده معرفی شد.